# Santo Domingo de las Posadas
Santo Domingo de las Posadas ist ein Ort und eine zentralspanische Gemeinde (municipio) mit 69 Einwohnern (Stand: 2024) in der Provinz Ávila in der Autonomen Region Kastilien-León. 

## Lage
Santo Domingo de las Posadas befindet sich in den nördlichen Ausläufern der Sierra de Gredos gut 17 Kilometer nordnordöstlich von Ávila in einer Höhe von 930 m. Die Autovía A-50 führt von Ávila nach Salamanca durch die Gemeinde. Das Klima im Winter ist kühl, im Sommer dagegen trotz der Höhenlage durchaus warm; der Regen (ca. 532 mm/Jahr) fällt – mit Ausnahme der nahezu regenlosen Sommermonate – verteilt übers ganze Jahr.

## Bevölkerungsentwicklung
| Jahr      | 1970 | 1981 | 1991 | 2001 | 2011 | 2021 |
| Einwohner | 208  | 144  | 102  | 85   | 92   | 75   |

## Sehenswürdigkeiten

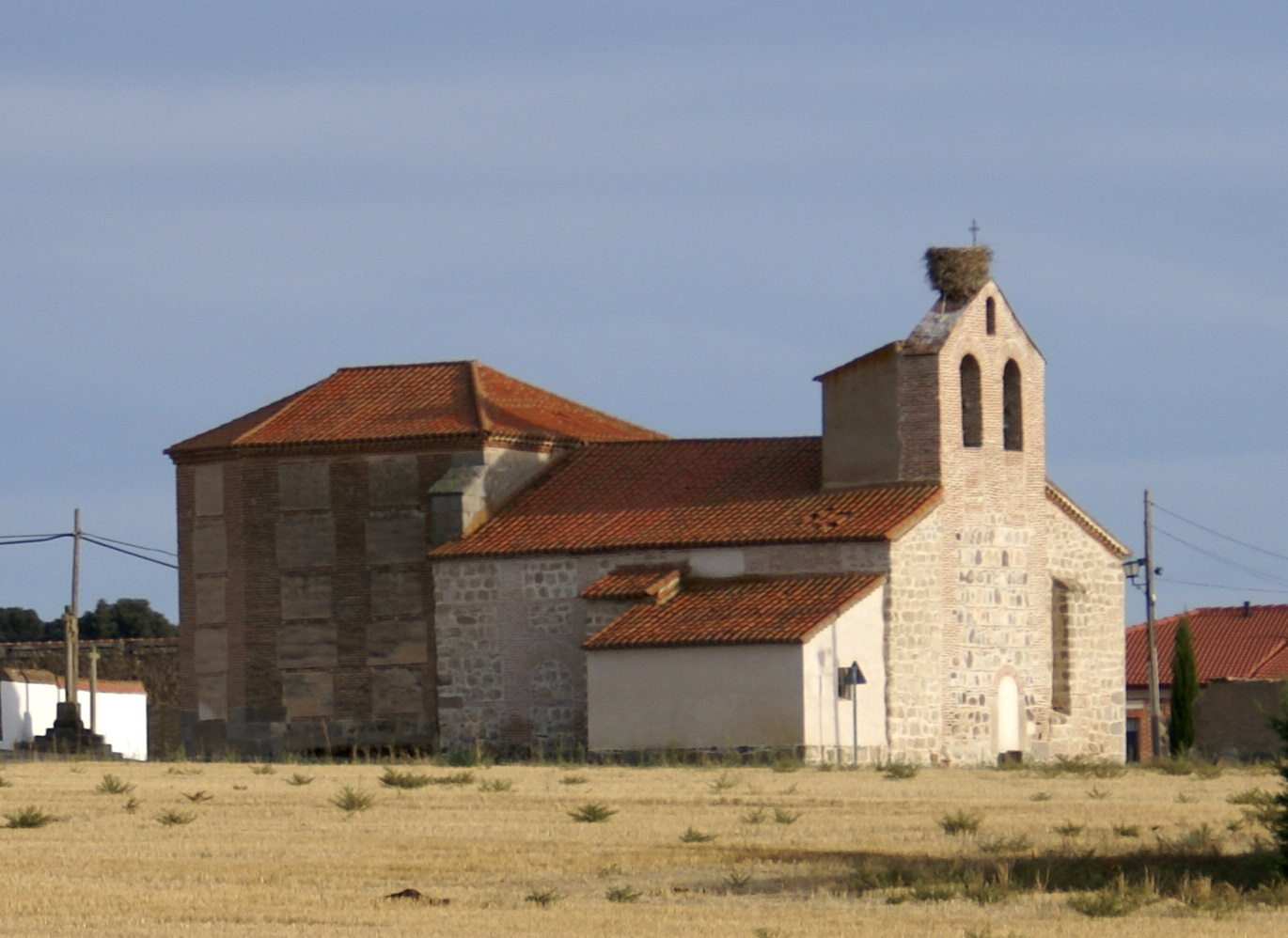
Dominikuskirche
- Christuskapelle

- Dominikuskirche